# Sababach
Der Sababach ist ein ganzjähriges Fließgewässer in den Tannheimer Bergen in Tirol.
Er entsteht am Talschluss des Reintals oberhalb der Musauer Alm, durchfließt dieses ostwärts und fällt über einen Wasserfall ins Lechtal.
Ab dort nach nun nordwärtigem Verlauf mündet er bei Musau von rechts in den Lech.
Im Sababach wird Canyoning betrieben.